# Aleyandro Cevasco
Aleyandro Franco Emanuele Cevasco (Genova, 12 dicembre 1887 – ...) è stato un calciatore italiano, di ruolo difensore.

## Carriera

### Calciatore
Cresciuto calcisticamente nel Genoa, nel 1904 vinse con i rossoblu la Seconda Categoria, una sorta di campionato giovanile ante-litteram, battendo nella finale del 17 aprile 4 a 0 la squadra riserve della Juventus.
La stagione seguente, il 26 febbraio 1905, gioca nelle vesti di capitano, nella rotonda vittoria per 4 a 0 contro l'Andrea Doria II che permise la vittoria nelle eliminatorie liguri.
Arrivò in prima squadra nel 1907, rimanendo con il Genoa sino al 1911, anno del suo ritiro.
Fu impiegato nell'amichevole inaugurale del nuovo campo sportivo di San Gottardo dell'8 dicembre 1907 contro l'equipaggio della nave britannica Canopic.
Disputò in rossoblu anche cinque incontri di Palla Dapples.

## Palmarès

### Calciatore

#### Club

##### Competizioni nazionali
- Seconda Categoria: 1

Genoa II: 1904